# Château de Brantigny
Le château de Brantigny est un château situé à Brantigny, en France.
En 1576, il fut inclus dans les terres du duché de Piney. En 1789, Anne Louis Maximilien, marquis des Réaulx avait un château à Brantigny avec pavillon, grange, écuries, cours ; mais aussi un moulin, une ferme, plus de 460 arpents de terre, plus de 114 arpents de prés, plus de 12 arpents de pâtures et huit arpents douze cordes de vignes.
Le château fut saisi comme Bien national et racheté par la famille des Réaulx, puis vendu à Paul Royer au XXe siècle.